# Isabelle Blanc
Isabelle Blanc (Nimes, 25 de julio de 1975) es una deportista francesa que compitió en snowboard, especialista en las pruebas de eslalon.
Participó en tres Juegos Olímpicos de Invierno, entre los años 1998 y 2006, obteniendo una medalla de oro en Salt Lake City 2002, en la prueba de eslalon gigante paralelo.
Ganó cinco medallas en el Campeonato Mundial de Snowboard entre los años 1999 y 2003.

## Medallero internacional
| Juegos Olímpicos   | Juegos Olímpicos                | Juegos Olímpicos | Juegos Olímpicos         |
| Año                | Lugar                           | Medalla          | Competición              |
| ------------------ | ------------------------------- | ---------------- | ------------------------ |
| 2002               | Salt Lake City (Estados Unidos) | Medalla de oro   | Eslalon gigante paralelo |
| Campeonato Mundial |                                 |                  |                          |
| Año                | Lugar                           | Medalla          | Competición              |
| 1999               | Berchtesgaden (Alemania)        | Medalla de oro   | Eslalon gigante paralelo |
| 1999               | Berchtesgaden (Alemania)        | Medalla de plata | Eslalon paralelo         |
| 2001               | Madonna di Campiglio (Italia)   | Medalla de plata | Eslalon gigante          |
| 2001               | Madonna di Campiglio (Italia)   | Medalla de plata | Eslalon paralelo         |
| 2003               | Kreischberg (Austria)           | Medalla de oro   | Eslalon paralelo         |